# Town of Victoria Park
Town of Victoria Park är en kommun i Australien. Den ligger i delstaten Western Australia, nära delstatshuvudstaden Perth. Antalet invånare är 37 682.
Följande samhällen finns i Victoria Park:
- East Victoria Park
- Victoria Park
- St James